# Wielka Synagoga w Bukareszcie
Wielka Synagoga (rum. Sinagoga Mare din București) – synagoga znajdująca się w Bukareszcie, stolicy Rumunii.
Synagoga została zbudowana w 1845 roku przez Żydów przybyłych z Polski. Została odremontowana w 1865 roku. Była przebudowywana w 1903 i 1909 roku oraz przemalowana w stylu neorokokowym w 1936 roku przez Gerszona Horowitza. Podczas II wojny światowej została zdewastowana przez rumuńskie bojówki skrajnej prawicy. W 1945 roku została ponownie wyremontowana. Obecnie mieści wystawę poświęconą pamięci ofiar Holokaustu.